# Voice of Baceprot
Pour les articles homonymes, voir VOB.
Voice of Baceprot (aussi abrégé VoB) est un groupe féminin indonésien de thrash metal formé en 2014 à Garut dans la province de Java occidental. Le trio est composé de Firdda Kurnia (chant et guitare), Eusi Siti Aisyah (batterie) et Widi Rahmawati (basse).

## Histoire
Voice of Baceprot est formé en 2014 à Garut par trois adolescentes indonésiennes : Firdda Kurnia au chant et à la guitare, Eusi Siti Aisyah à la batterie et Widi Rahmawati à la basse,. Les étudiantes ont découvert le heavy metal avec Ersa Eka Susila Satia, également connu sous l'appellatif "Abah", leur professeur de musique, qui est ensuite devenu le manager du groupe. « Baceprot » signifie littéralement « voix bruyante » en soundanais, la langue parlée par ses membres,. Le trio se fait connaître à travers toute l'île de Java puis passe à la télévision nationale. La vidéo de leur chanson The Enemy of Earth Is You devient populaire sur les réseaux sociaux, cumulant plus de 600 000 vues sur Facebook.
De confession musulmane, les membres de Voice of Baceprot portent le hidjab et des T-shirt portant les initiales du groupe, « VoB ». Le groupe a été confronté au conservatisme religieux de certains dans leur pays, recevant à plusieurs reprises des menaces de mort et des mails de menace. Les familles des trois adolescentes et les membres d'autres communautés musulmanes ont à l'inverse soutenu le groupe.

## Musique et influences
Le girls band officie dans le thrash metal et cite Slipknot, Rage Against the Machine et Lamb of God parmi ses influences musicales,. La bassiste Widi Rahmawati cite l'écrivain Pramoedya Ananta Toer et l'activiste Tan Malaka parmi ses propres influences. Le répertoire de Voice of Baceprot est principalement composé de reprises de groupes tels que Slipknot, Rage Against the Machine, System of a Down ou Metallica. Les compositions originales du trio traitent quant à elles de problèmes sociaux tels que la tolérance religieuse, le changement climatique et le système éducatif indonésien,. Les paroles de leurs chansons sont en anglais dans le but de viser un public plus large.